# Diva (pel·lícula de 1981)
Diva és una pel·lícula francesa de suspens, estrenada l'11 de març de 1981 dirigida per Jean-Jacques Beineix, adaptada de la novel·la homònima de Daniel Odier .
La pel·lícula, emmarcada als estridents carrers de París, deixa enrere el realisme del cinema francès de la dècada de 1970 i, en contraposició, adoptava un estil acolorit i melòdic, més tard descrit com cinéma du look. Diva, serà considerada la primera pel·lícula del moviment i Jean-Jacques Beineix, un dels màxims exponents.
Tot i la seva desastrosa estrena a França, on l’opinió general sostenia que el film era completament ridícul i incoherent, als Estats Units, en canvi, va assolir l'èxit rotund i va esdevenir una pel·lícula de culte de manera gairebé instantània. 

## Sinopsi
Un jove carter filma clandestinament el concert d’una cèlebre cantant d’Òpera. Malauradament, la gravació pirata és accidentalment substituïda per una cinta que incrimina uns famosos gàngsters i aquests envien a un parell d’assassins psicòpates a la caça del protagonista.

## Repartiment
- Frédéric Andréi com Jules
- Wilhelmenia Fernandez com Cynthia Hawkins
- Richard Bohringer com Gorodish
- Dominique Pinon com Le Curé ("El sacerdot")
- Gérard Darmon com L'Antillais
- Thuy An Luu com Alba
- Jacques Fabbri com Jean Saporta
- Anny Romand com Paula
- Patrick Floersheim com Zatopek
- Chantal Deruaz com Nadia
- Roland Bertin com Weinstadt
- Jean-Luc Porraz com Mermoz
- Laure Duthilleul com l'amiga de Mermoz
- Dominique Besnehard com a empleat de la botiga de discos
- Isabelle Mergault com la noia del joc

## Premis i nominacions
- Premis César:
  - César al millor debut: Jean-Jacques Beineix
  - César a la millor música escrita per a una pel·lícula: Vladimir Cosma
  - César a la millor fotografia: Philippe Rousselot
  - César al millor so: Jean-Pierre Ruh

La pel·lícula va ser inscrita al Festival Internacional de Cinema de Moscou i fou seleccionada com l'entrada francesa a la Millor Pel·lícula de Llengua Estrangera als Premis Oscar, tot i que finalment no va ser acceptada com a nominada.